# Greyhound Lines
Greyhound Lines, Inc., je americká autobusová společnost se sídlem v texaském Dallasu. Zajišťuje dálkovou meziměstskou osobní přepravu do nejméně 2 700, podle jiného zdroje více než 3 800 destinací po celých Spojených státech, v Kanadě a v Mexiku. Byla založena Carlem Wickmanem roku 1914 v Hibbingu, stát Minnesota. Roku 1929 získala název Greyhound a byla začleněna do společnosti Greyhound Corporation.
Po roce 1945 prošla společnost celou řadou změn. Od roku 2007 jsou Greyhound Lines ve vlastnictví britské dopravní firmy FirstGroup jakožto nezávislá dceřiná společnost. Vlastní kolem 1 700 komfortních autobusů.
Její centrála má adresu One Dallas Center, 350 North Saint Paul Street, Dallas, Texas, U.S. Firemní heslo zní Go Greyhound and Leave the Driving to Us (Jeďte Greyhoundem a přenechte řízení nám). Spolupracuje s dopravními společnostmi jako jsou Trailways Transportation System, Jefferson Lines, Indian Trails, Barons Bus Lines a dalšími. Provozuje 123 pravidelných linek a pravidelně zveřejňuje své jízdní řády. (včetně linek Greyhound Express).

## Vozový park
- Motor Coach Industries 102D(W)3
- Motor Coach Industries 102DL(W)3
- Motor Coach Industries MC-12
- Motor Coach Industries D4500
- Motor Coach Industries D4505
- Motor Coach Industries G4500

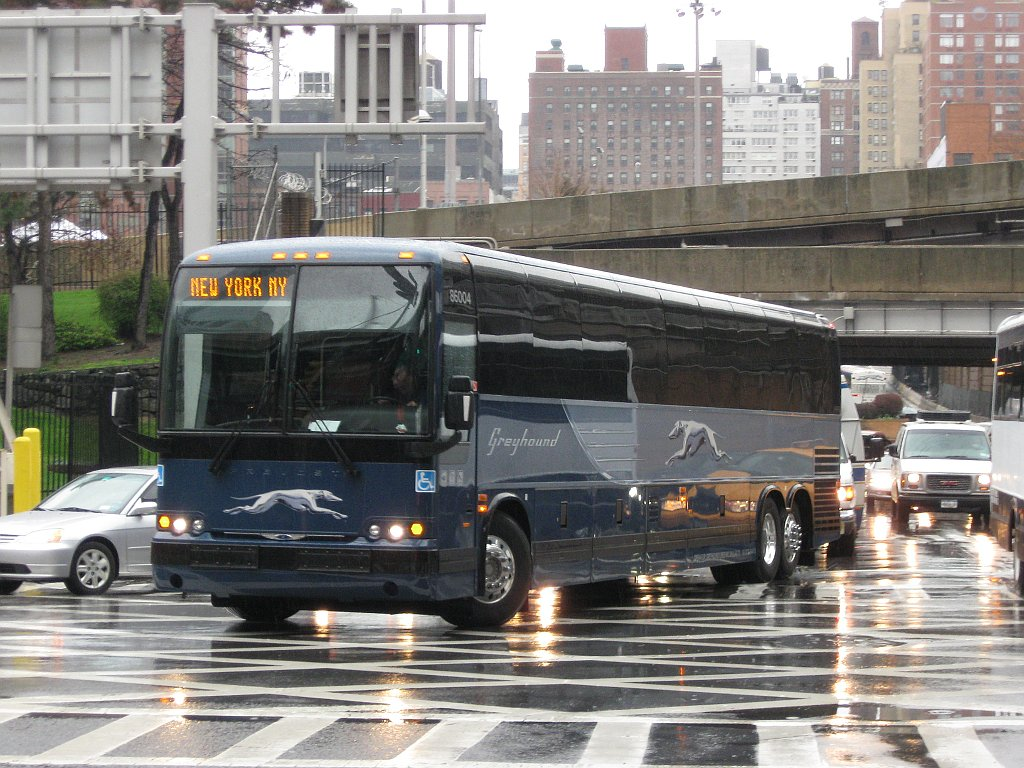
Model autobusu Prevost X3-45, dodaný v roce 2009

- Prevost Car H3-45 (k volnému pronájmu)
- Prevost Car X3-45 (zajišťuje dopravu v oblasti severovýchodu USA)
- Setra S217HDH (k volnému pronájmu)
- Van Hool C2045